# Moirey-Flabas-Crépion
Moirey-Flabas-Crépion è un comune francese di 137 abitanti situato nel dipartimento della Mosa nella regione del Grand Est.

## Società

### Evoluzione demografica
Abitanti censiti